# Boom Bap Project
Boom Bap Project er en undergrundshiphop-gruppe fra Seattle, Washington, som i øjeblikket har kontrakt med pladeselskabet Rhymesayers. Gruppens tre centrale medlemmer er Karim, DJ Scene og Destro. De har arbejdet med produceren Jake One og samarbejdet med rapperen som L'Roneous, Gift of Gab, Rakaa Iriscience og Pep Love.

## Diskografi
- 2001: Circumstance Dictates
- 2005: Reprogram
- 2007: The Shake Down